# Le Grand McLintock
Pour plus de détails, voir Fiche technique et Distribution.
Le Grand McLintock (McLintock!) est un film américain réalisé par Andrew V. McLaglen, sorti en 1963.

## Synopsis
George Washington 'G.W.' McLintock (John Wayne), propriétaire du plus grand ranch de la région, a tout pour être heureux : il est riche, respecté et craint par tout le monde, sauf par sa jolie femme Katherine (Maureen O'Hara) qui revient après deux ans d'absence, pour demander le divorce et obtenir la garde de leur fille Rebecca, dite Becky (Stefanie Powers). Mais aucun des deux futurs ex-époux n'entend capituler au profit de l'autre. Le ton est donné et les coups bas peuvent commencer.

## Fiche technique
- Titre : Le Grand McLintock
- Titre original : McLintock!
- Réalisation : Andrew V. McLaglen
- Scénario : James Edward Grant
- Musique : Frank De Vol
- Photographie : William H. Clothier
- Montage : Bill Lewis et Otho Lovering
- Direction artistique : Eddie Imazu et Hal Pereira
- Décorateurs de plateau : Sam Comer et Darrell Silvera
- Costumes : Ron Talsky (non crédité), Frank Beetson Jr. et Ann Peck
- Production : Michael Wayne
- Société de production : Batjac Productions
- Société de distribution : United Artists
- Pays de production : États-Unis
- Langue : anglais
- Format : Couleur - Technicolor - Son : Mono (Westrex Recording System)
- Genre : western
- Durée : 124 minutes
- Dates de sortie : 
  - États-Unis : 13 novembre 1963
  - France : 31 janvier 1964
- Auteur/Adaptateur (VF) : Gilles Coiffard
- Affiches : Gilbert Allard, Jean Mascii (France)

## Distribution
- John Wayne (VF : Claude Bertrand) : George Washington 'G.W.' McLintock
- Maureen O'Hara (VF : Lita Recio) : Katherine Gilhooley McLintock
- Yvonne De Carlo (VF : Paule Emanuele) : Mme Louise Warren
- Patrick Wayne : Devlin Warren
- Stefanie Powers : Rebecca 'Becky' McLintock
- Jack Kruschen : Jake Birnbaum
- Chill Wills : Drago
- Jerry Van Dyke : Matt Douglas Jr.
- Edgar Buchanan : Bunny Dull
- Bruce Cabot (VF : Jean Martinelli) : Ben Sage Sr.
- Perry Lopez : Davey Elk
- Strother Martin : Agard
- Gordon Jones (VF : Henry Djanik) : Matt Douglas Sr.
- Robert Lowery : Gouverneur Cuthbert H. Humphrey
- Hank Worden : Curly Fletcher
- Michael Pate : Chef Puma
- Chuck Roberson (VF : Michel Gatineau) : Shérif Jeff Lord
- Edward Faulkner (VF : Jacques Thébault) : Ben Sage Jr.
- Leo Gordon : Jones
- Mari Blanchard : Camille
- Big John Hamilton : Fauntleroy Sage
- Bob Steele : conducteur de train
- Frank Hagney (non crédité) : barman Elmer
- Aissa Wayne: Alice Warren

Cascades
Jack N. Young

## Galerie photos

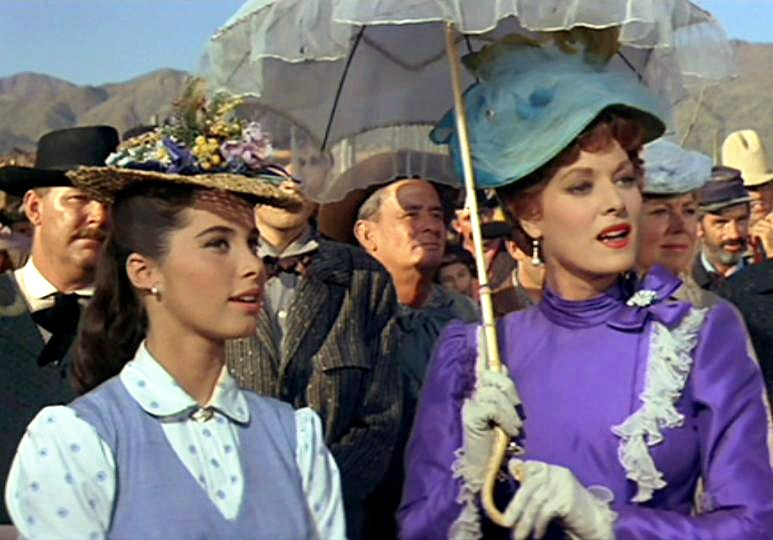
Stefanie Powers et Maureen O'Hara
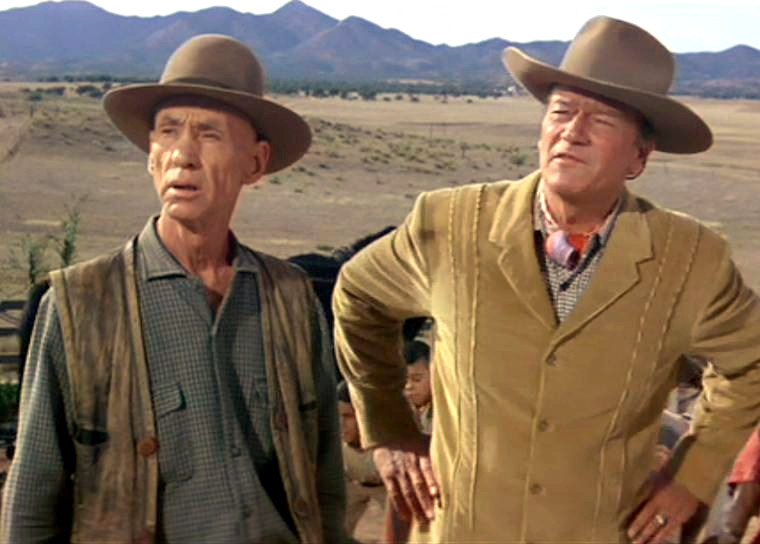
Hank Worden et John Wayne
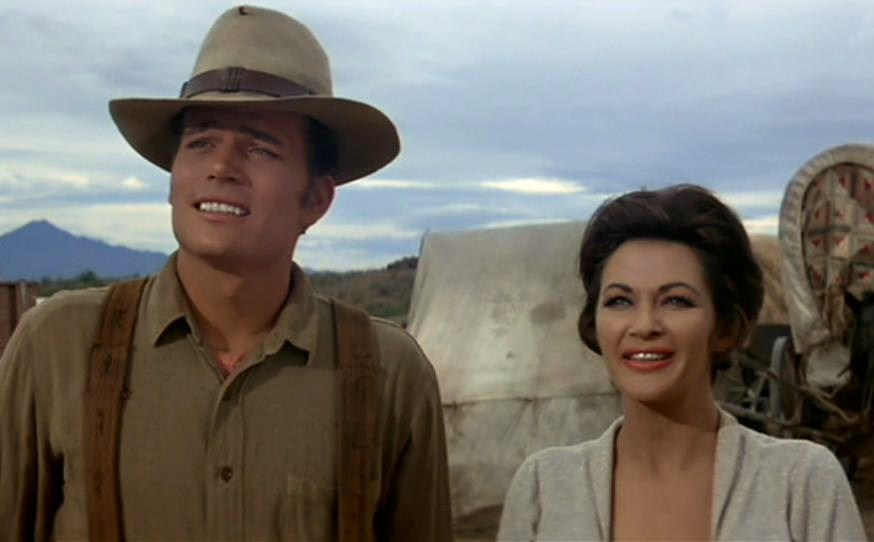
Patrick Wayne et Yvonne De Carlo
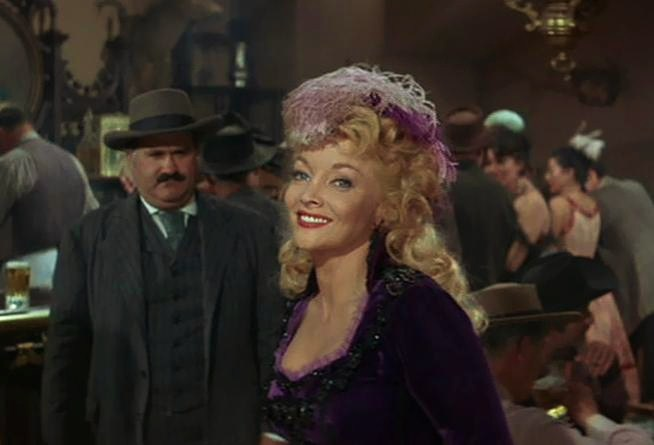
Jack Kruschen et Mari Blanchard
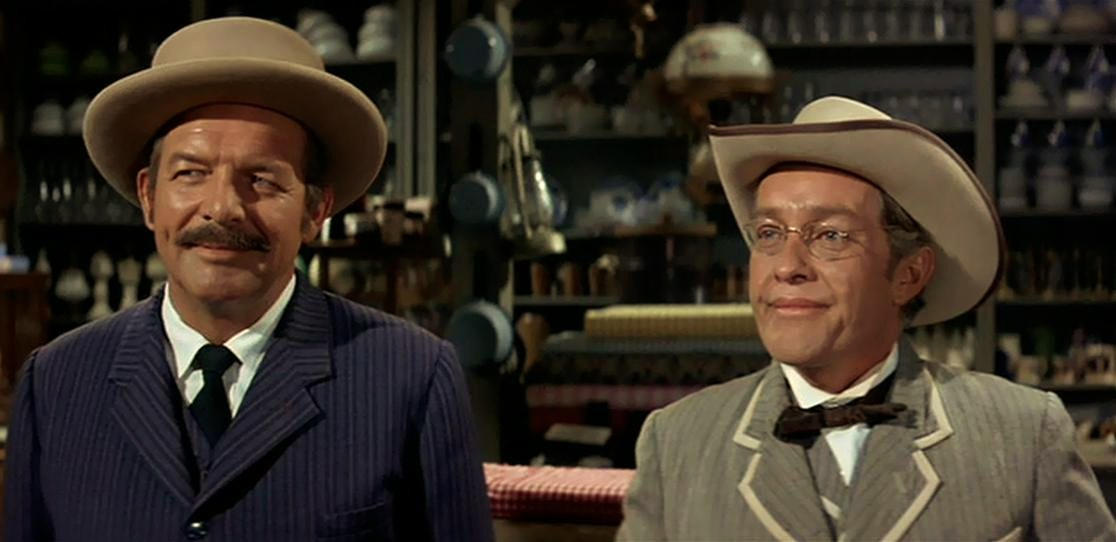
Gordon Jones et Strother Martin
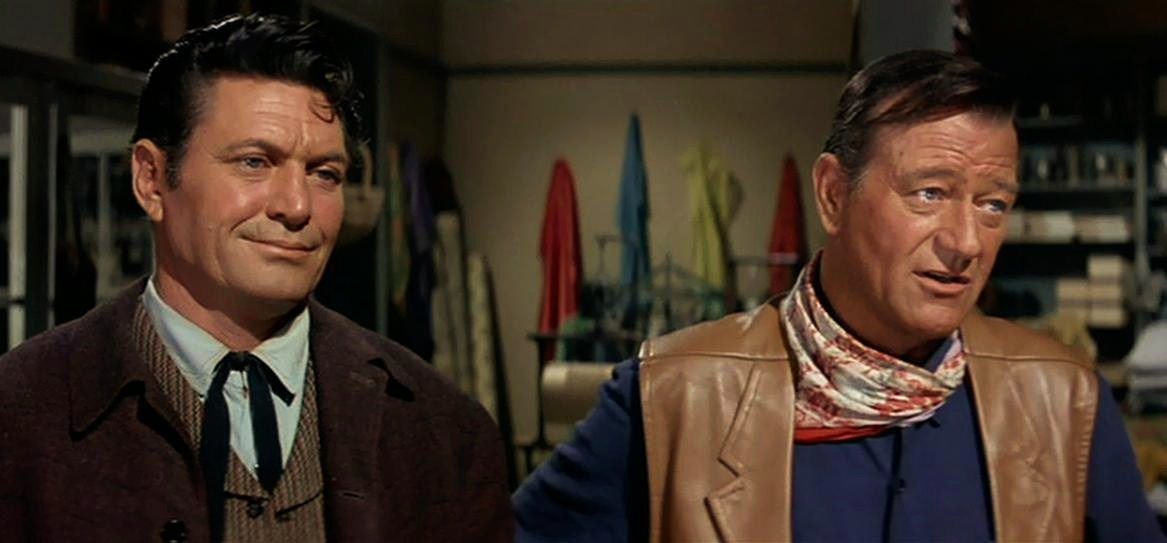
Chuck Roberson et John Wayne
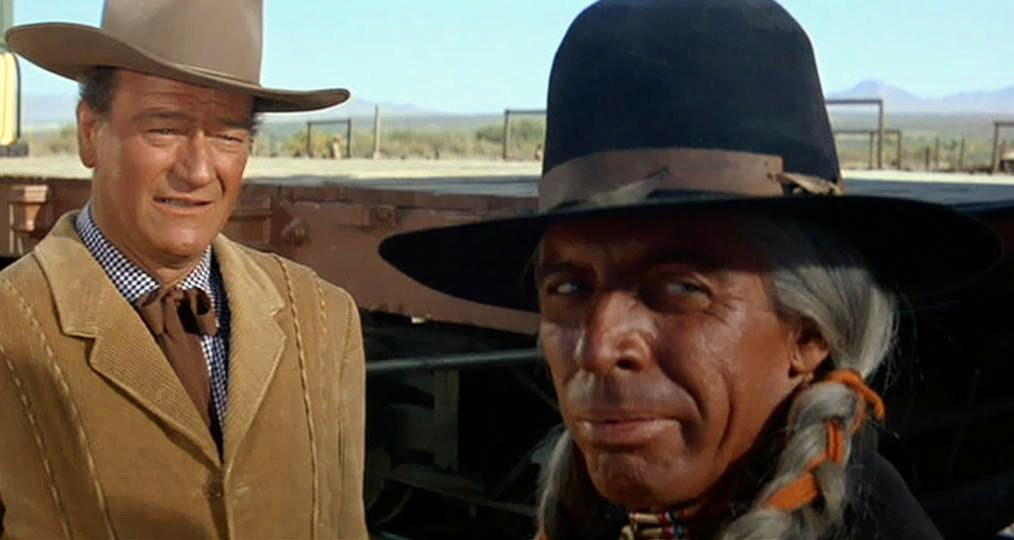
John Wayne et Michael Pate
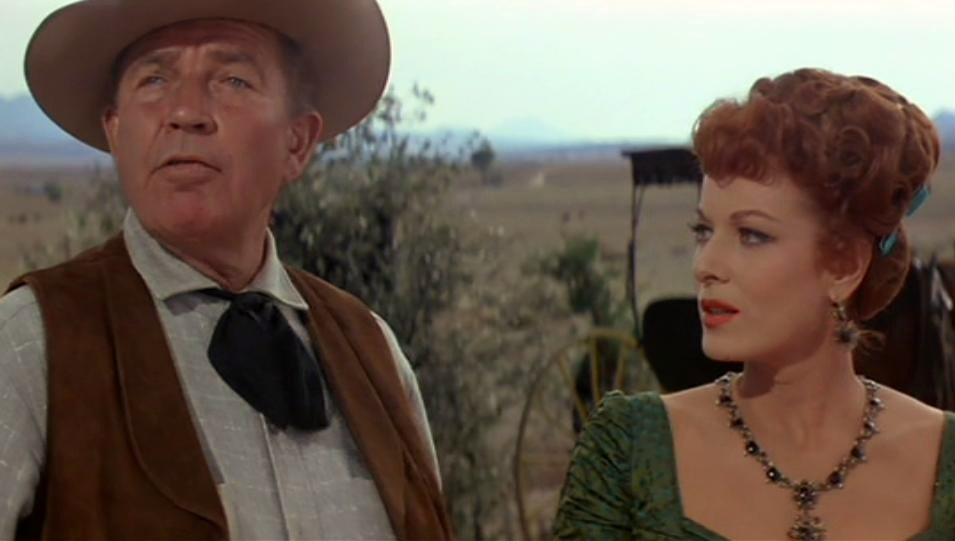
Bruce Cabot et Maureen O'Hara
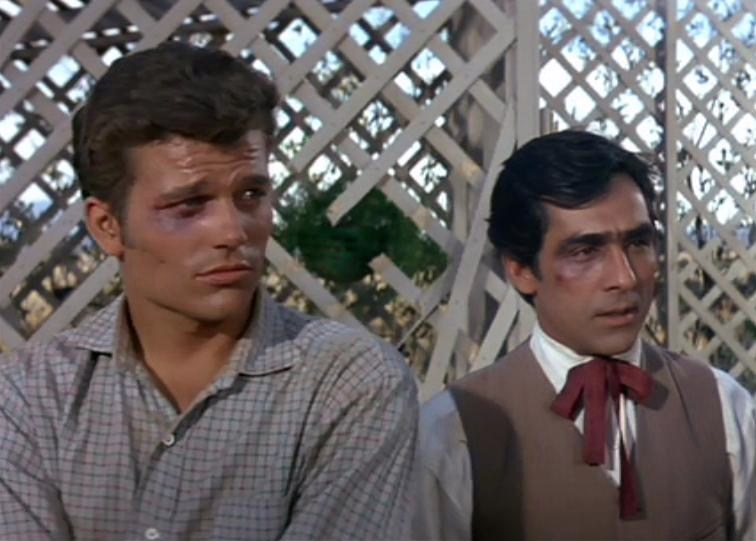
Patrick Wayne et Perry Lopez
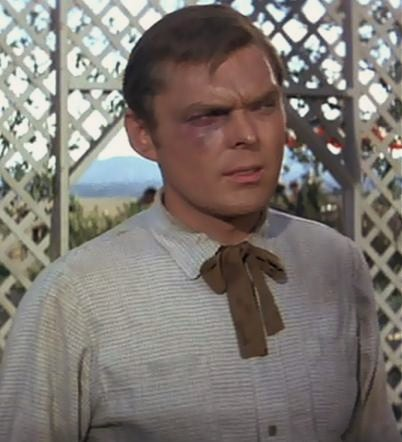
Edward Faulkner
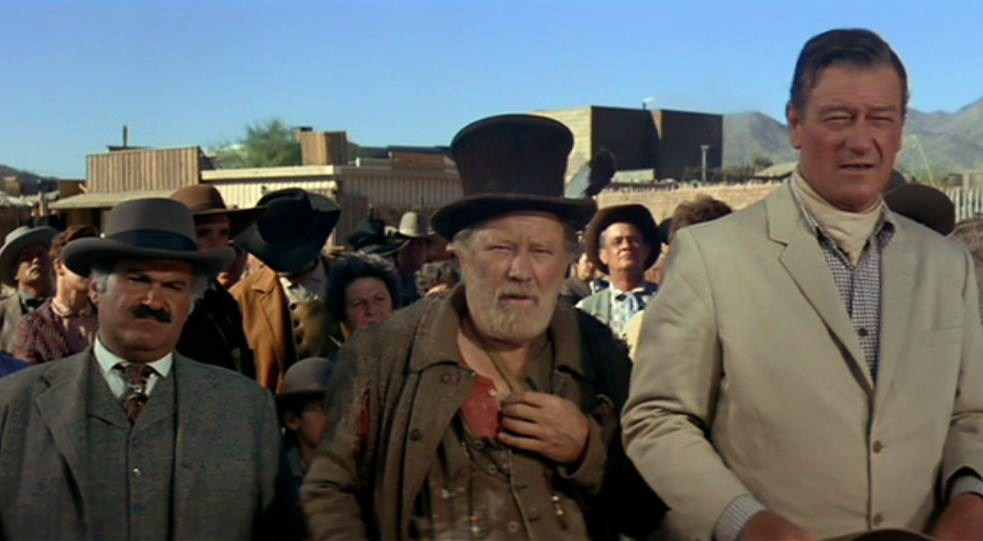
Jack Kruschen, Edgar Buchanan et John Wayne
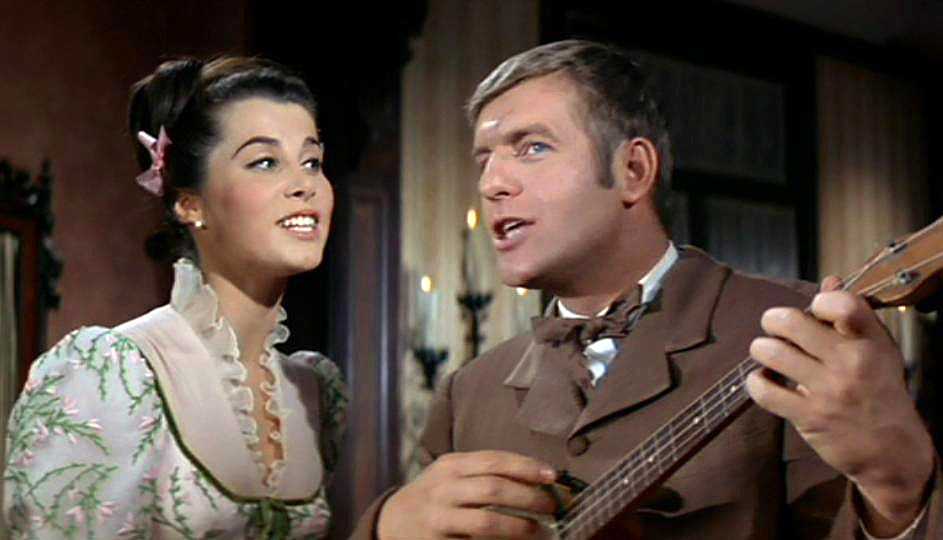
Stefanie Powers et Jerry Van Dyke
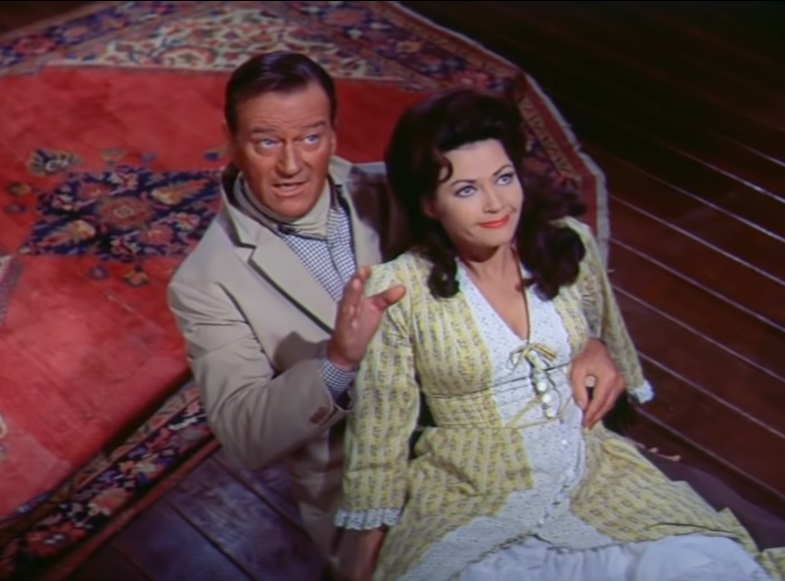
John Wayne et Yvonne De Carlo
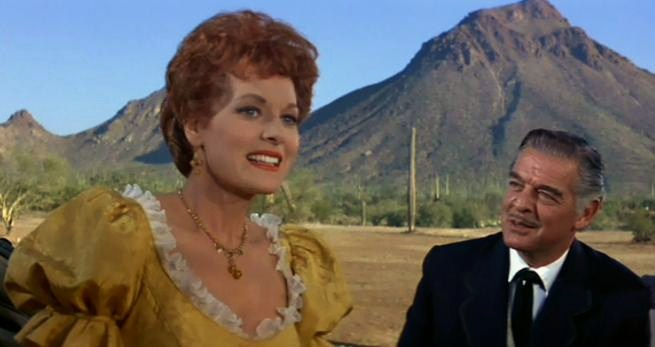
Maureen O'Hara et Robert Lowery